# Монастир Ксиропотаму
40°13′40.54″ пн. ш. 24°13′11.33″ сх. д. / 40.2279278° пн. ш. 24.2198139° сх. д.
Монастир Ксиропотаму (грец. Μονή Ξηροποτάμου) — грецький чоловічий православний монастир на Святій горі Афон, займає в святогірській ієрархії восьме місце. Розташований на західному схилі крутому береговому Айон-Орос, над пристанню Дафні.

## Історія
За переказами заснування монастиря Ксиропотаму покладено в 5 столітті візантійською імператрицею Пульхерією, сестрою імператора Феодосія II. Нею споруджено храм на честь Сорока севастійських мучеників, про яких їй було видіння. У 7 і 8 століттях обитель Пульхерії спорожніла, але царевич Павло, з'явившись на Сухій протоці і заснувавши монастир, який носить його ім'я, звернувся до імператора Романа I із поданням про відновлення Ксиропотаму. Клопотання його імператор прийняв, але через три століття відновлений монастир зруйнував землетрус, вже у добу правління Михайла IX Палеолога, як стверджують афонські сказання — в покарання за прийняття унії з Римом.
Андронік II Палеолог знову відбудував усі будівлі, що і нині існують у Ксиропотаму, втім раз постраждалі в 16 столітті від пожежі та відбудовані султаном Селімом I за власний кошт. Згідно з легендою, яку доводить султанська грамота від 9 березня 1520 року, що зберігається в слов'янському перекладі в обителі Ксиропотаму — султан мав у сні видіння 40 севастійських мучеників, що звеліли відновити монастир Ксиропотаму на знак подяки Богові за допомогу, надану туркам під час підкорення Єгипту. Після того Ксиропотаму прикрашали вже волоські господарі.

## Реліквії
Серед найцінніших реліквій монастиря:
- часточки Животворящого хреста — дар імператора Романа I, за хрисовулом від лютого 1034 року;
- хрест — дар Пульхерії, із частками мощей 40 мучеників, її ж чаша з яшми;
- ікона святого Димитрія Солунського, яка нібито перебувала до 1453 року в Софійському соборі в Константинополі, різьблена із зеленого мармуру, із написом, в якій згадані імена імператорів Романа I та Андроніка II.
- святі мощі: кістки рук святого Ігнатія Богоносця, Григорія Богослова та ніг святого Василя Великого, Григорія — просвітителя Вірменії, Андрія Критського і святого апостола Варфоломія.